# 소목 (식물)
소목(蘇木, sappanwood)은 콩과의 나무로, 동남아시아가 원산이다.
다목(茶木), 소방(蘇方), 소방목(蘇方木), 소방목(蘇枋木), 소방(蘇枋), 홍자(紅紫), 적목(赤木) 등으로 불린다.
나무 속은 붉은 염료로 쓰이며, 동방의학의 약재로도 쓰인다.
소목(蘇木, Biancaea sappan) 혹은 다목(茶木)은 콩과(fabaceae, legume family) 화목종(flowering tree) 중 하나로, 아시아 열대지역이 원산지이다. 영어 단어로는 sappanwood 혹은 Indian redwood라고 한다. 소목은 브라질나무(brazilwood, 학명 Paubrasilia echinata)와 친족 관계이다. 유럽에서는 원래 소목을 브레젤나무(brezel wood)라고 불렀다.
소목은 잔가지 잎마름병(twig dieback, 학명 Lasiodiplodia theobromae)에 걸릴 수 있다.
소목은 여러 용도로 사용된다. 항생과 항응고 작용이 있다. 적색 페인트 및 잉크나 섬유 염료 재료인 브라질린(brazilin)이라는 적색 염료를 만드는데 사용된다. 소목의 심재는 생강, 계피, 정향 등을 섞어 자바(Java) 중부 등 동남아 지역에서 음료를 만드는데 사용된다. 또한 심재는 항생 작용을 하는 유글론(juglone)(5-hydroxy-1,4-naphthoquinone)을 포함하고 있다. 사파놀(sappanol), 에피사파놀(episappanol), 3-데옥시사파놀(3'-deoxysappanol), 3-0-메틸사파놀(3'-O-methylsappanol), 3-0-메틸에피사파놀(3'-O-methylepisappanol), 사파논 A(sappanone A) 등 호모이소플라보노이드(homoisoflavonoid)도 소목에서 발견된다.
소목은 브라질나무 등 친족 나무들보다 가볍다. 17세기 태국 등 동남아 국가에서 주인선(朱印船)에 선적되어 일본으로 수출되는 등, 당시 소목은 주요 무역물품이었다.

## 사진

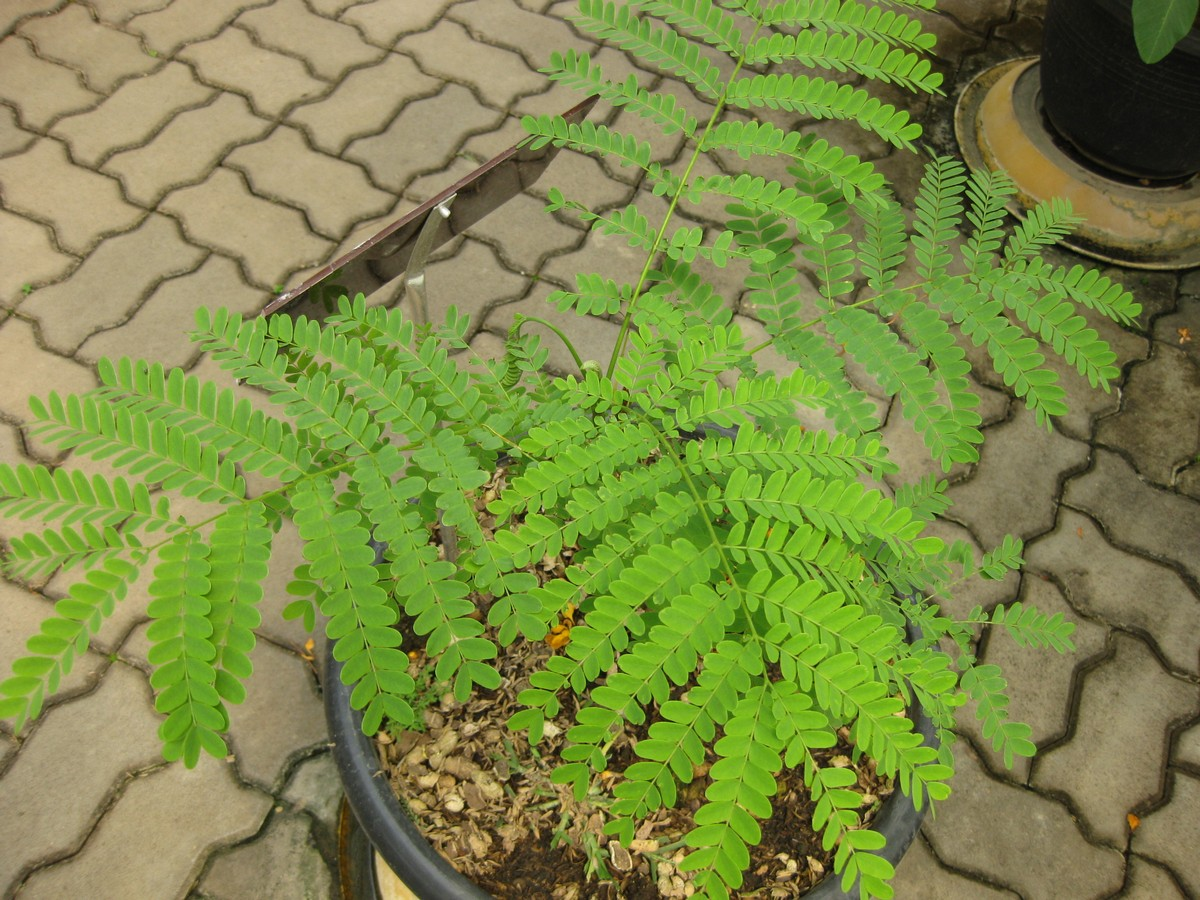
잎
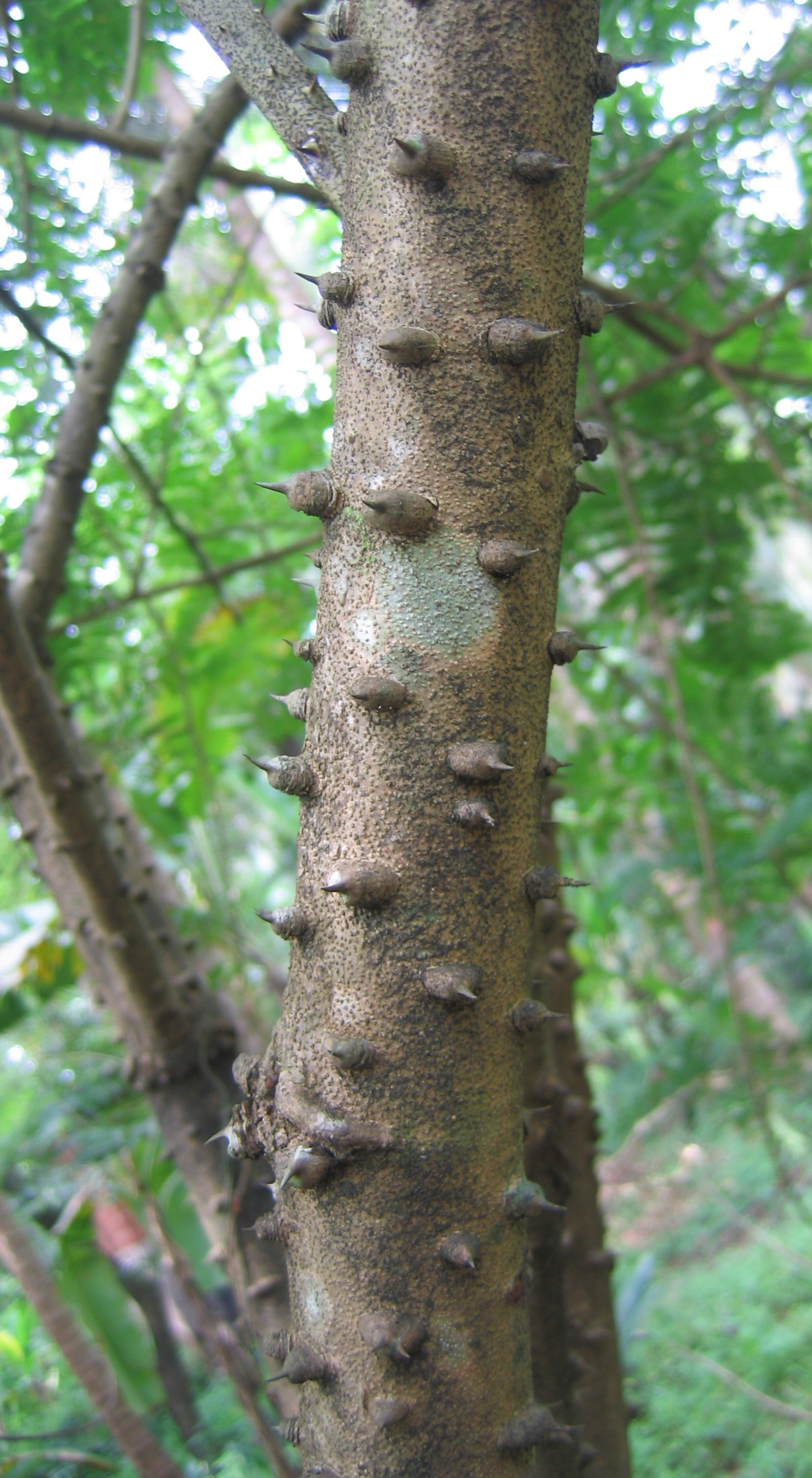
나무껍질, 가시
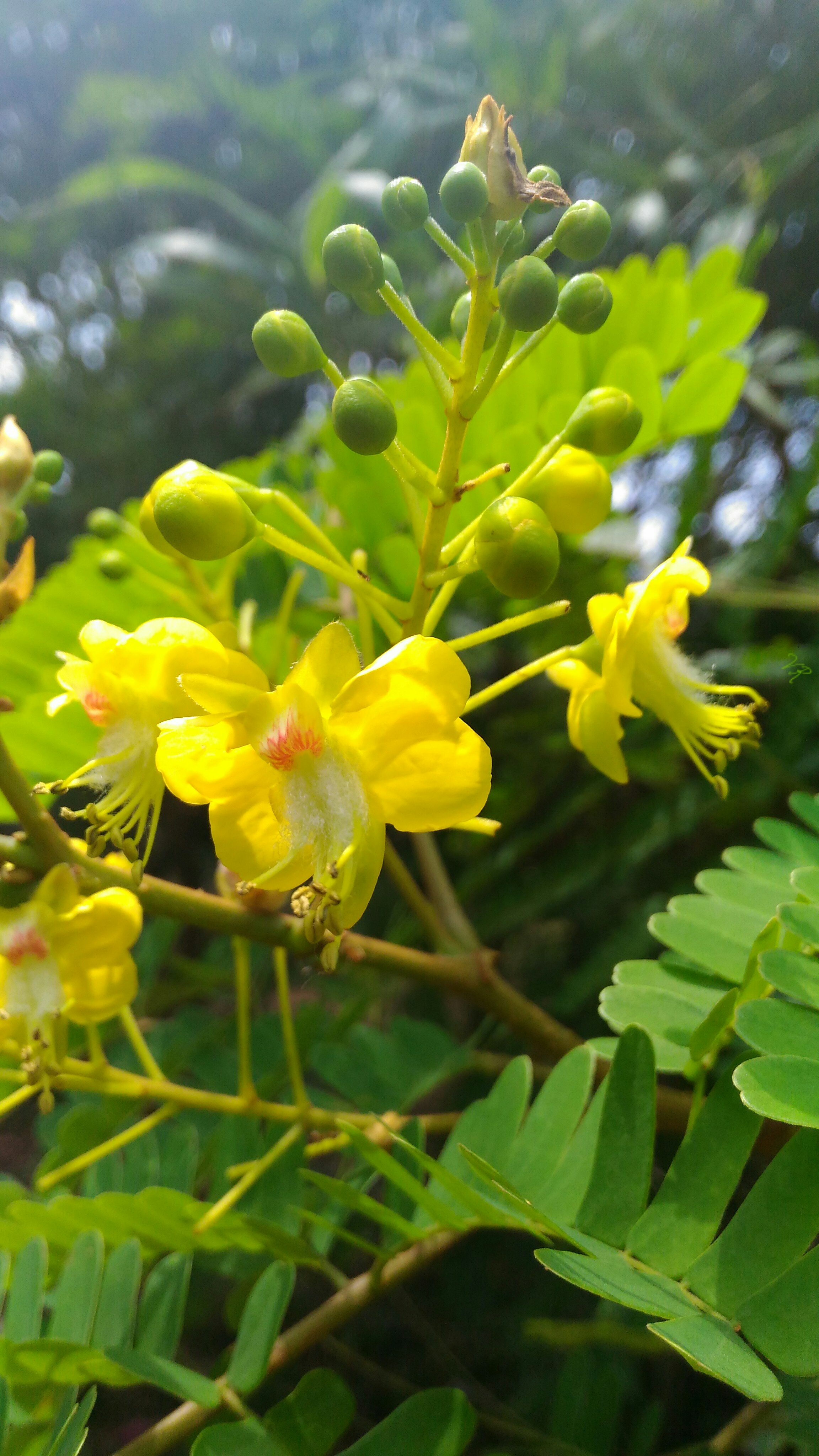
잎, 꽃망울
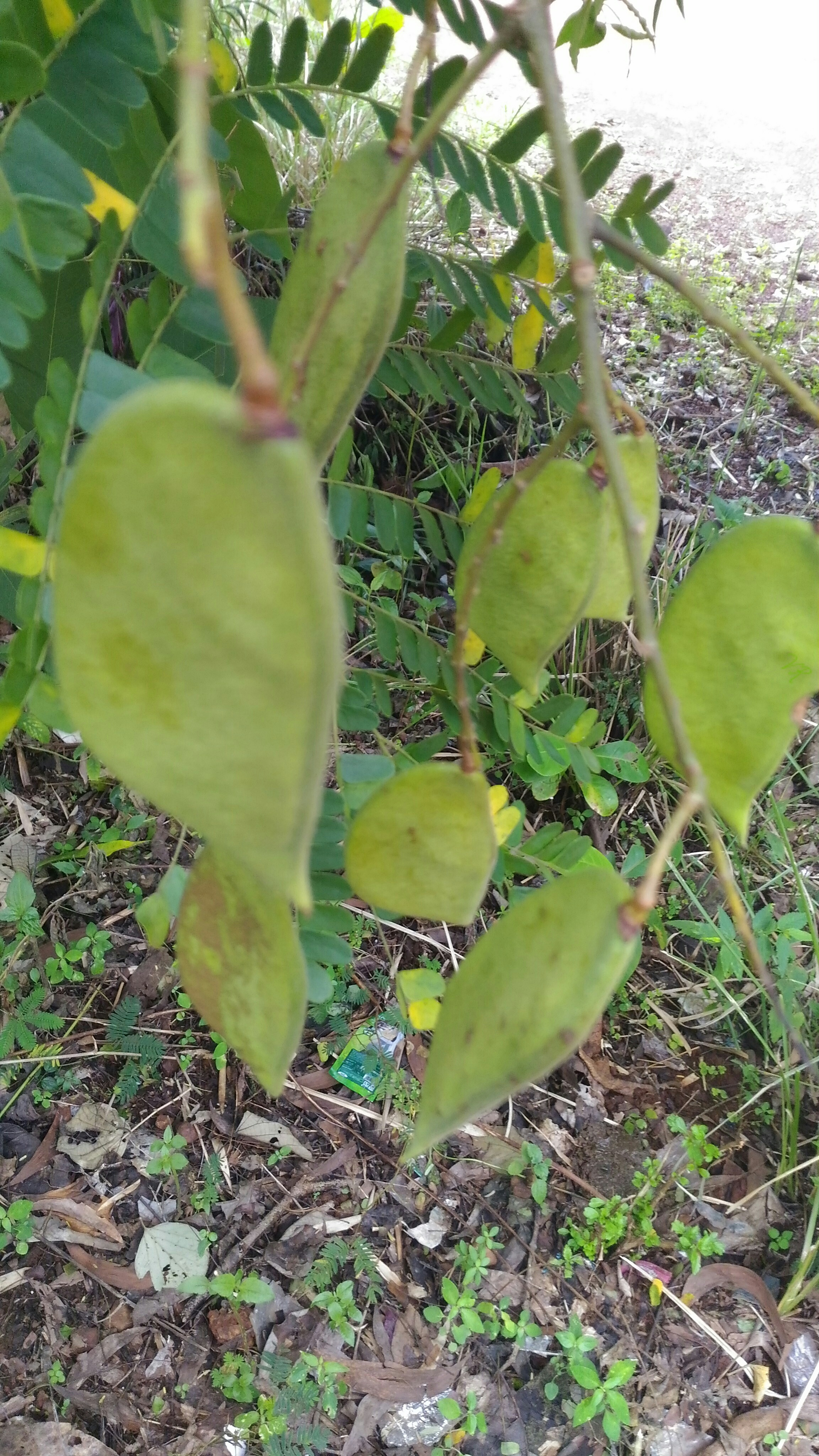
열매
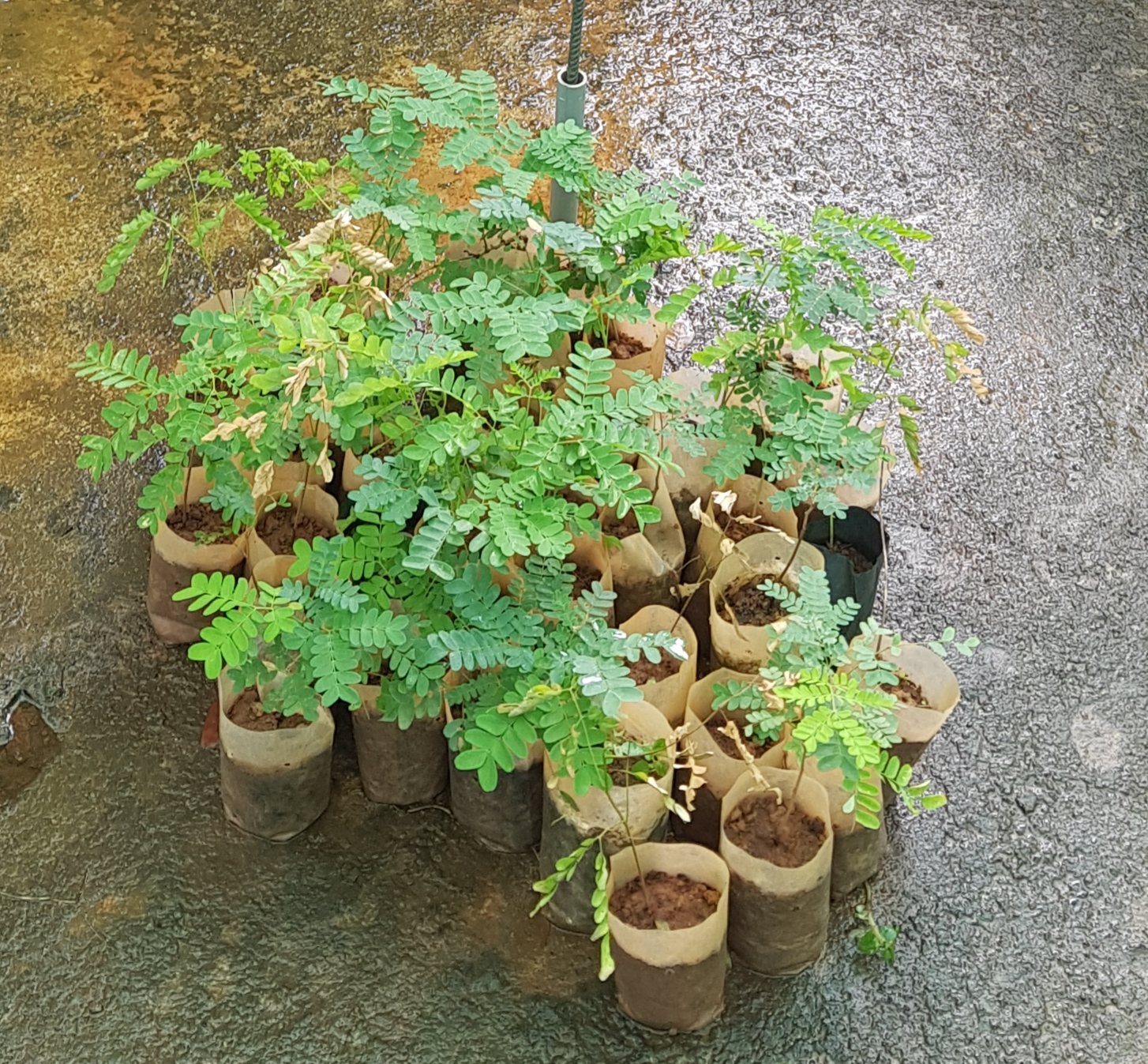
배양묘
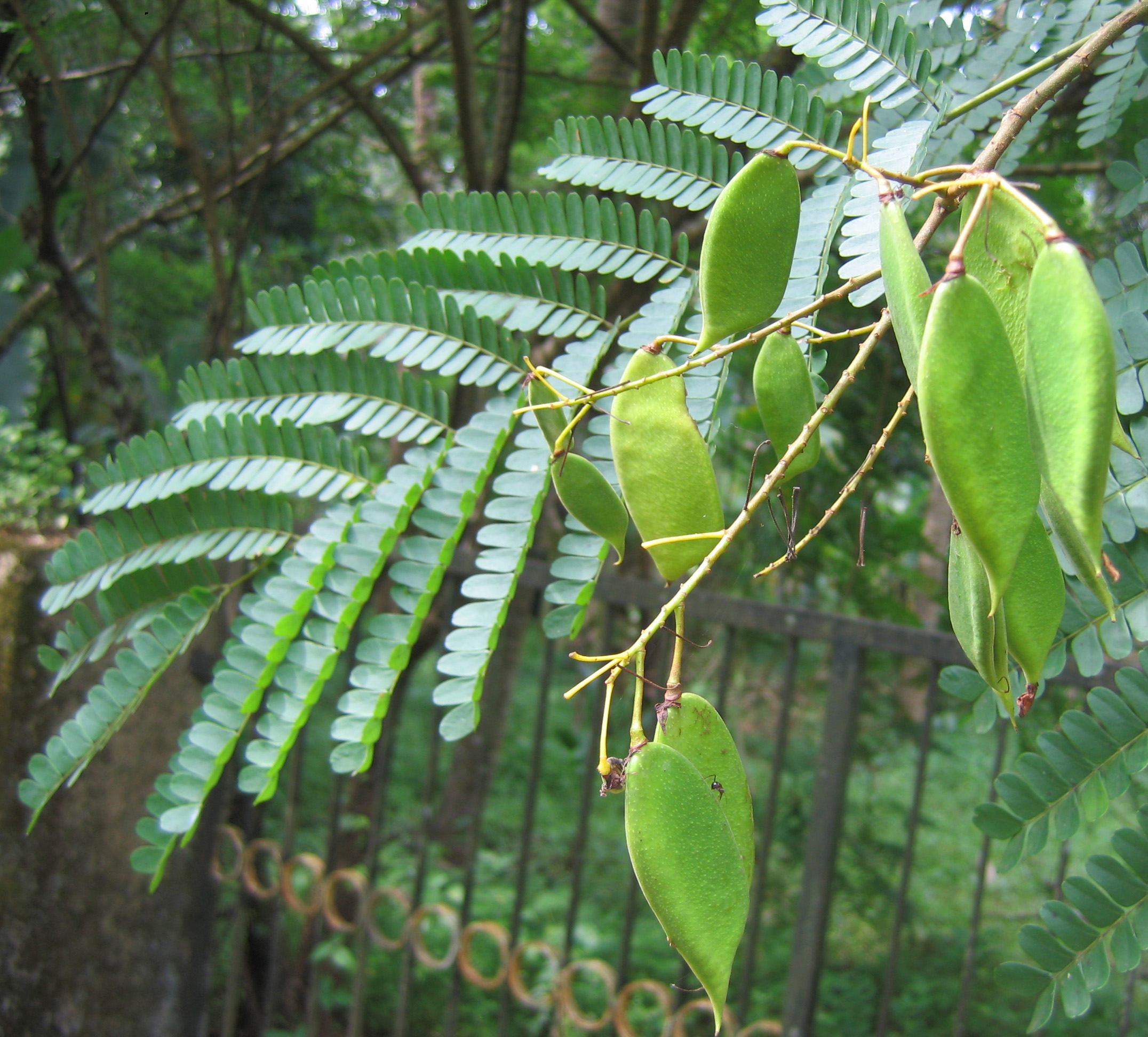
꼬투리
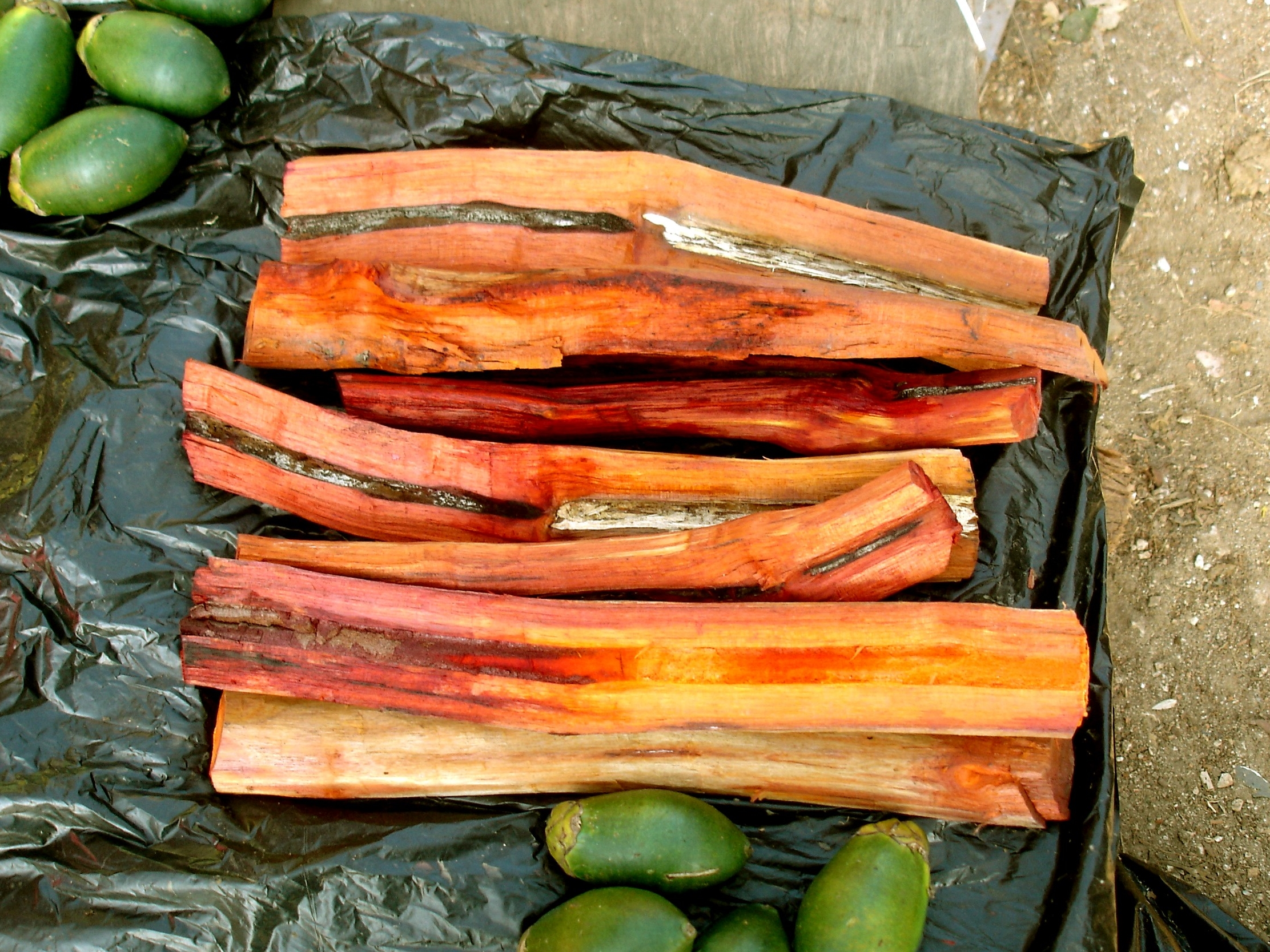
물관부(심부분)